# ديفيد جولدسميث (لاعب كرة قدم)
ديفيد جولدسميث (بالإنجليزية: David Goldsmith)‏ هو لاعب كرة قدم بريطاني في مركز الهجوم، ولد في 21 سبتمبر 1993 في برستل في المملكة المتحدة. لعب مع Flint City Bucks ‏.